# Río Chuna
El río Chuná (en ruso: Чуна) es un largo río asiático de Siberia, un afluente del río Taséyeva, a su vez afluente del río Angará y este del río Yeniséi. Su longitud total es 1.203 km y su cuenca drena una superficie de 55.800 km² (mayor que países como Croacia o Togo).
Administrativamente, el río discurre, aguas abajo, por el óblast de Irkutsk y el krai de Krasnoyarsk de la Federación de Rusia.

## Geografía
El río Chuná nace en la vertiente septentrional de la cordillera Údinski (montes del Udá), el extremo de los montes Sayanes Orientales, en la parte suroeste del óblast de Irkutsk. Discurre primero en dirección este, para luego girar hacia el norte, atravesando la zona montañosa de Irkutsk, en un tramo en el que el río es conocido también como río Udá. Luego su curso es atravesado por el ferrocarril transiberiano, cerca de la ciudad de Nizhneúdinsk (39.624 hab. en 2002). También pasa por las localidades de Oktiabrski y Chunski. Luego toma rumbo Noroeste, internándose en el krai de Krasnoyarsk, atravesando la meseta del Angará, en un curso paralelo al del río Biriusá, al que acabará uniéndose en su tramo final, por la izquierda, dando lugar al nacimiento del río Taséyeva, un corto río de 116 km que entrega sus aguas al río Angará.
La cuenca hidrográfica es muy rica en recursos minerales (oro, zinc, hierro, molibdeno, etc.).
Al igual que todos los ríos siberianos, sufre largos períodos de heladas (seis meses al año, desde noviembre hasta abril) y amplias extensiones de suelo permanecen permanentemente congeladas en profundidad (permafrost). Al llegar la época del deshielo, como se deshielan primero las zonas más al sur, inunda amplias zonas próximas a las riberas. 

### Ferrocarril Baikal-Amur
El ferrocarril Baikal-Amur —que llega desde Taishet, en el oeste, donde conecta con el ferrocarril Transiberiano—, discurre a lo largo del valle entre Novochúnskoie y Chunski. En Chunski (donde la estación se llama Sosnóvyie Rodnikí), los troncos de los árboles cortados llegan flotando por el río y, cargados en los vagones, continúan su ruta en tren.